# María Eugenia López
María Eugenia López es licenciada en biología y máster en neurociencia y educación. Se desempeña como comunicadora científica y conduce el programa semanal La Liga de la Ciencia, junto a Andrés Rieznik, transmitido por la Televisión Pública Argentina.

## Biografía
María Eugenia López, también conocida como Euge López,  es una bióloga y comunicadora científica argentina. En 2003 participó de Expedición Ciencia como expedicionaria. Entre los años 2004 y 2010 estudió la carrera de licenciatura en ciencias biológicas en la Universidad de Buenos Aires (Capital Federal, Argentina). Luego, entre 2013 y el 2015 realizó el máster en neurociencia y educación en la Universidad de Columbia (Nueva York, Estados Unidos). Durante su estadía en la Universidad de Columbia, Eugenia se desempeñó desde mediados del 2014 hasta mitad del 2015 como asistente de investigación en Departamento de Epidemiología de la Escuela de Salud Pública Mailman. Ese mismo año regresó a Argentina y desde entonces a desempeñado diversos trabajos en el campo de la docencia y la comunicación científica. Ha formado parte del plantel de profesores de la maestría en neurociencias de la Universidad Favaloro. En el Centro Cultural de la Ciencia trabajó con el diseñador Leo Svarc en el desarrollo de las salas de escape y su potencial uso para comunicar ciencias. También se ha colaborado con el Ministerio de Ciencia, Tecnología e Innovación Productiva como responsable de contenidos científico educativos, como comunicadora científica en el Banco Interamericano de Desarrollo y la Fundación INECO.
En los últimos años ha conducido programas televisivos como Ciencia a la carta, junto al cocinero Juan Braceli, en el canal TecTV del Ministerio de Ciencia, Tecnología e Innovación Productiva. Desde el 2018 hasta la actualidad, conduce junto a Andrés Rieznik el programa La liga de la ciencia, emitido semanalmente por la televisión pública.

## Distinciones y premios
- Mejor Programa Cultural/Educativo en la 49.ª entrega de los Premios Martín Fierro, por el ciclo de divulgación científica La liga de la ciencia transmitido durante el año 2018.[12][13]
- Mejor Ciclo de Ciencia, Naturaleza en la 25.ª edición de los premios Fund TV (2019).[14]